# Dzhokhar Musayevich Dudayev

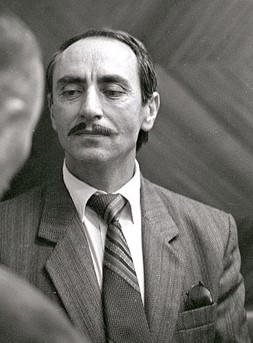
Dudayev

Dzhokhar Musayevich Dudayev (tiếng Chechnya: Дудин Муса кант Жовхар; tiếng Nga: Джохар Мусаевич Дудаев; sinh 1944 - mất 1996) là một nhà lãnh đạo Chechnya, Tổng thống đầu tiên của nước Cộng hòa Chechnya Ichkeria ly khai, viên chỉ huy khét tiếng trong cuộc chiến tranh Chechnya với Liên bang Nga.

## Thuở nhỏ
Dudayev sinh ngày 15 tháng 2 năm 1944, trong thời gian gia đình ông cũng như toàn bộ dân Chechnya bị lưu đày đến Kazakhstan theo lệnh của Joseph Stalin. Năm 1957, khi Nikita Khrushchev lên giữ chức tổng bí thư đảng Cộng sản Liên Xô, ông theo gia đình mới được hồi hương về Chechnya. Năm 1960, Dudayevsau học điện tử tại Vladikavkaz. Năm 1962, Dudayev học trường cao học quân sự hàng không Tambov và tốt nghiệp năm 1966. Năm 1968, Dudayev gia nhập Đảng Cộng sản Liên Xô. Từ 1971 đến 1974, học tại Học viện Không quân Gagarin. Sau khi tốt nghiệp, Dudayev phục vụ tại một đơn vị máy bay ném bom hạng nặng của Không quân Xô viết tại Siberia và Ukraina và tham gia vào cuộc chiến tranh Xô viết tại Afghanistan. Ông lên cấp đều đặn, 1987 đã là thiếu tướng.

## Tổng thống Cộng hòa Chechnya Ichkeria

Trong tháng 5 năm 1990, Dudayev trở về Grozny, thủ đô Chechnya. Ông được bầu làm người đứng đầu của phe đối lập trong quốc hội Chechnya, với chủ trương giành độc lập cho Chechnya. Năm 1991, khi Liên Xô sụp đổ, Ban chấp hành Đại hội toàn quốc người Chechnya tổ chức bầu cử tổng thống và Nghị viện của nước Cộng hòa Chechnya mới. Dzokhar Dudayev được bầu làm tổng thống. Ngày 1/11/1991, Dudayev đơn phương tuyên bố thành lập nước Cộng hòa Chechnya độc lập. Trong tháng 11 năm 1991, Tổng thống Nga Boris Yeltsin gửi mấy trăm lính thuộc Bộ Quốc phòng đến Grozny, nhưng họ bị các quân của Dudayev chặn ở sân bay, và buộc phải trở về trên xe buýt. Nga từ chối công nhận nền độc lập của nước cộng hòa, nhưng do dự tiếp tục sử dụng vũ lực chống lại nhà nước ly khai này.

## Chiến tranh Checnya lần thứ I
Năm 1994, Liên bang Nga đã điều khoảng 60.000 quân cùng nhiều trang thiết bị quân sự tới khu vực này để dẹp quân nổi dậy. Quân Nga ném bom sân bay Grozny và phá hủy không lực Chechnya, lực lượng ly khai Chechna chống trả rất quyết liệt, gây nhiều tổn thất cho phía Nga. Theo thống kê, trong thời gian 1994 - 1996, 4.000 lính Nga đã thiệt mạng, gần 1 vạn người bị thương, 300 người mất tích. Năm 1995, khi Grozny thất thủ, Dudayev rời dinh tổng thống, đưa lực lượng của mình di chuyển về vùng núi non hiểm trở miền phía nam tiếp tục kháng chiến.

## Cái chết
Ngày 21 tháng 04 năm 1996, khi Dudayev sử dụng điện thoại vệ tinh, vị trí của ông đã được phát hiện bởi một máy bay trinh sát Nga và ông đã bị giết bởi tên lửa có laser dẫn đường.